# Frazzanò
Frazzanò ist eine Stadt in der Metropolitanstadt Messina in der Region Sizilien in Italien mit 561 Einwohnern (Stand 31. Dezember 2023).

## Lage und Daten
Frazzanò liegt 101 km westlich von Messina. Die Einwohner arbeiten hauptsächlich in der Landwirtschaft.
Die Nachbargemeinden sind Capri Leone, Galati Mamertino, Longi, Mirto, San Marco d’Alunzio und San Salvatore di Fitalia.

## Geschichte

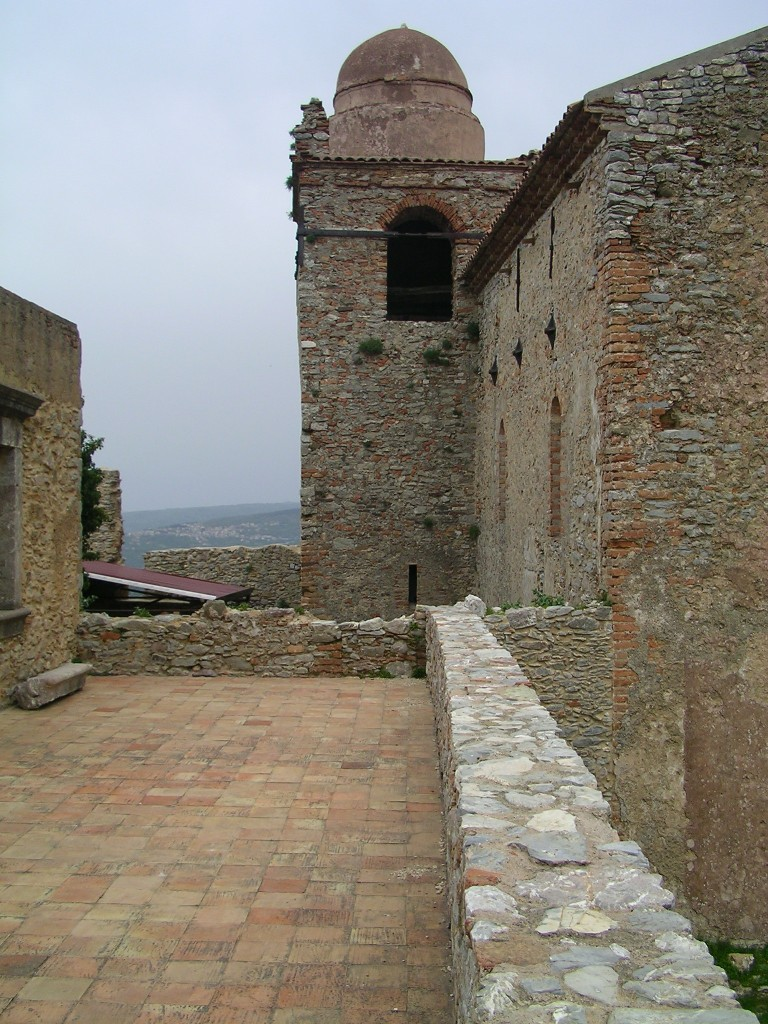
San Filippo di Fragalà

Der Ort wurde 835 gegründet.

## Sehenswürdigkeiten
- Kirche dell’Annunziata, erbaut im 18. Jahrhundert
- Kloster San Filippo di Fragalà, ca. 2 km außerhalb des Ortes, erbaut um 1090